# Octadecaborano
Octadecaborano, também chamado octadrcaborano-22, é um composto inorgânico, um cluster de hidreto de boro com fórmula química B
18H
22
. É um sólido incolor e inflamável que queima com uma chama verde brilhante, como muitos hidretos de boro superiores. Esse composto é relativamente estável à água e ao ar, além de ter um fraco caráter ácido. Embora o composto não tenha aplicações práticas, sua estrutura é de interesse teórico e pedagógico.

## Síntese
O octadecaborano-22 é formado pela degradação oxidativa de B
20H2–
18
 ou pelo acoplamento oxidativo de B
9H–
12
.
Um exemplo de procedimento de síntese consiste no acoplamento oxidativo do sal dodecahidrononaborato de tetrametilamônio (N(CH
3)
4[B
9H
12]
) com brometo de mercúrio II (HgBr
2
) em solução de diclorometano agitada à temperatura ambiente durante uma hora. A solução é evaporada e o B
18H
22
 formado é extraído em tolueno. O rendimento de referência da reação é de cerca de 68%.
4N(CH
3)
4[B
9H
12]
 + 3HgBr
2
 —> 2B
18H
22
 + Hg + Hg
2Br
2
 + 4N(CH
3)
4Br + 2H
2

Outra rota envolve a oxidação de N(CH
3)
4[B
9H
12]
 pelo iodo em solução de tolueno, sob uma atmosfera de nitrogênio ou argônio, submetido a sonicação por 40 minutos à temperatura ambiente. O rendimento aproximado é de 81%. Decaborano é um subproduto colateral que pode ser formado nesse processo.

## Estrutura

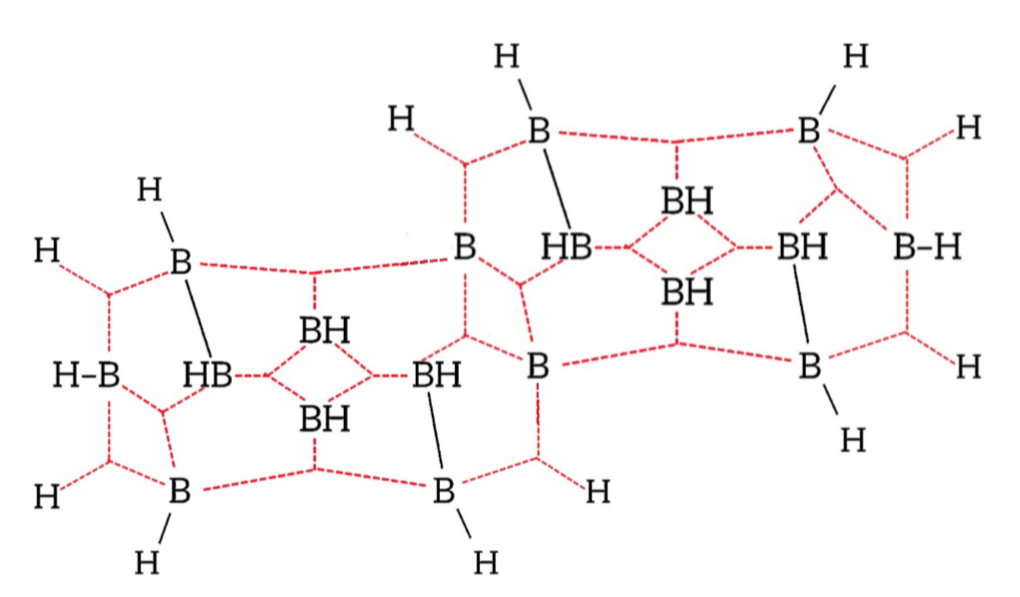
Estrutura planificada do isômero trans do octadecaborano-22. Os traços pontilhados em vermelho representam as ligações tricentradas com 2 elétrons, enquanto os traços sólidos em preto são ligações covalentes normais. Essas ligações se misturam em um híbrido de ressonância.

A estrutura do octadecaborano e dos demais boranos não podem ser explicadas adequadamente em termos de ligações covalentes triviais (dois centros-dois elétrons), pois os átomos de boro não têm elétrons suficientes para completar seu octeto apenas formando ligações normais (ele ficaria com apenas seis elétrons em vez de completar os oito), tampouco os hidrogênios têm pares de elétrons não-ligantes para doarem em ligações adicionais (dativas) para compensarem a deficiência eletrônica do boro. Como consequência, a molécula inteira é um sistema deficiente de elétrons, e seus átomos contornam esse problema através do estabelecimento de um tipo pouco comum de ligação química conhecida como ligação covalente três centros e dois elétrons (3c-2e), em que um único par de elétrons é compartilhado em uma única ligação que une três átomos. Na estrutura do B
18H
22
, temos uma estrutura poliédrica em que as ligações que unem os átomos de boro são uma mistura em híbrido de ressonância entre quatro ligações covalentes normais B–B e doze ligações tricentradas B---B---B. O cluster também possui seis ligações B---H---B 3c-2e próximas às partes "abertas" da gaiola dupla, bem como dezesseis ligações covalentes normais B–H. Embora cada átomo de B aparente estar formando 5 ou 6 ligações, na realidade estão formando apenas 4 (sendo que algumas delas são feitas com dois átomos ao mesmo tempo), e todos estão obedecendo a regra do octeto. Portanto, cada ligação entre os átomos de boro possuem uma ordem de ligação menor do que 1.
Dois isômeros são conhecidos do octadecaborano, fornecendo o primeiro exemplo de isômeros em um cluster de boro-hidreto. Os clusters também são de interesse porque os centros de boro compartilhados entre as duas subunidades têm um número anormalmente alto de interações B-B. Os isômeros consistem em duas subunidades poliédricas B
9H
11
, cada uma com uma forma semelhante ao decaborano, unidas em uma aresta B–B. Esses dois átomos de boro são cada um coordenado a seis outros; este composto foi o primeiro a ter um número tão alto de boros coordenados em torno de um único centro de boro. Existem dois isômeros geométricos diferentes deste composto, diferindo na orientação dos dois poliedros fundidos na aresta um ao outro. Este composto foi o primeiro borano a ter múltiplas formas isoméricas. Entre os isômeros geométricos, um com quiralidade foi o primeiro borano a ser resolvido em seus enantiômeros separados, e foi apenas o segundo borano quiral conhecido naquela época.

## Aplicações
B
18H
22
 é um composto que possui principalmente interesse acadêmico e experimental, sem aplicações comerciais. No entanto, estudos estão sendo realizados para usos práticos de alguns derivados luminescentes de octadecaborano na produção de diodos e lasers. 